# Ceratinia theatina
Ceratinia theatina är en fjärilsart som beskrevs av Otto Staudinger. Ceratinia theatina ingår i släktet Ceratinia och familjen praktfjärilar. Inga underarter finns listade i Catalogue of Life.